# Norsk Fjellmuseum

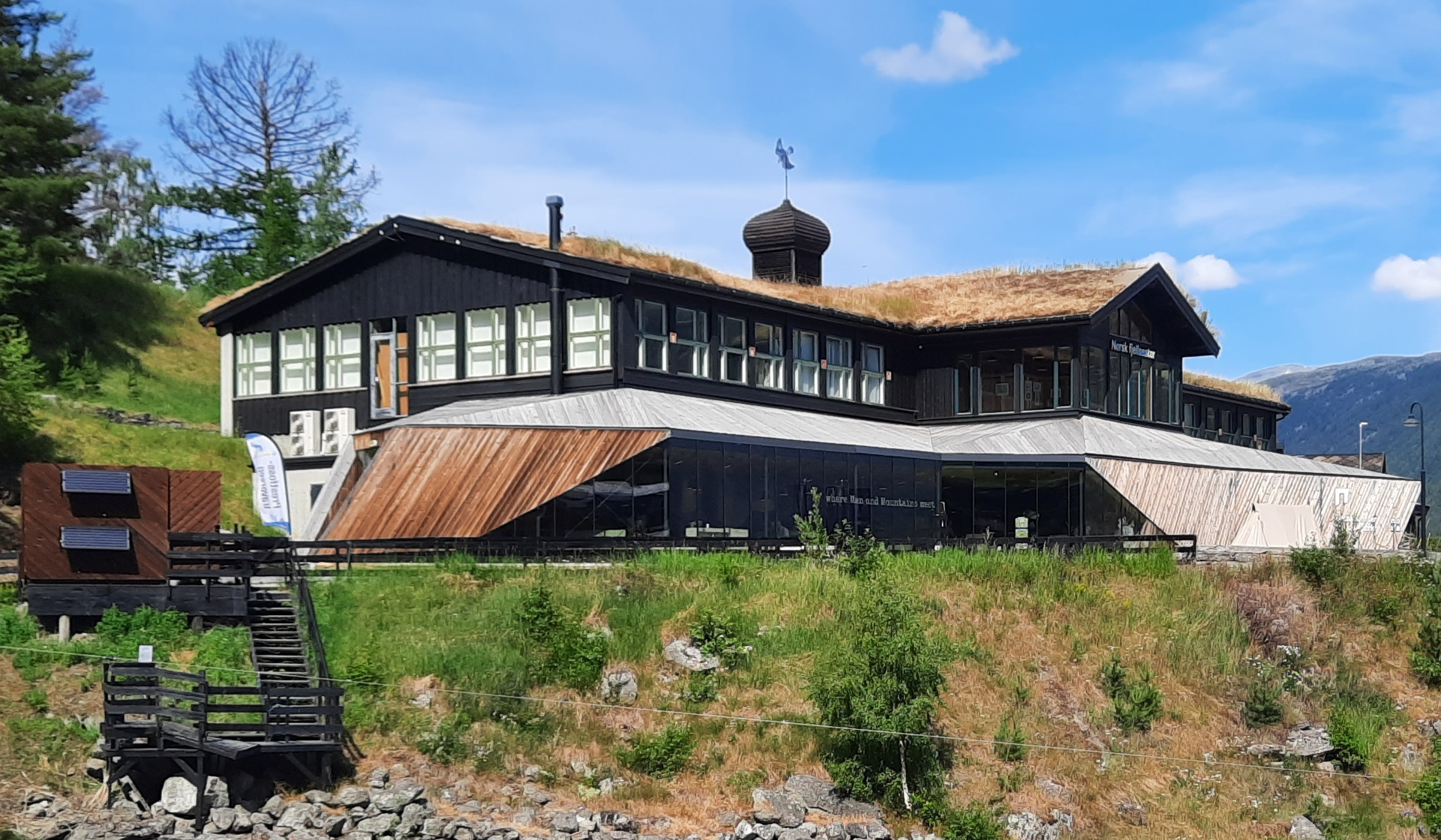
Het Norsk fjellsenter met o.a. het Fjellmuseum

Norsk Fjellmuseum is een museum in Lom in de provincie Oppland in Noorwegen. In het museum zijn tentoonstellingen te zien over de mens en natuur vanaf de IJstijd.
Tevens is het Norsk Fjellmuseum het officiële parkcentrum van het nationaal park Jotunheimen, met veel informatie over flora, fauna en wandelingen in Jotunheimen.
Het museum is dagelijks geopend.